# Сан Ђорђо (Болцано)
Сан Ђорђо је насеље у Италији у округу Болцано, региону Трентино-Јужни Тирол.
Према процени из 2011. у насељу је живело 52 становника. Насеље се налази на надморској висини од 490 м.